# Ward River
Ward River är ett vattendrag i Australien. Det ligger i delstaten Queensland, omkring 690 kilometer väster om delstatshuvudstaden Brisbane.
Omgivningarna runt Ward River är i huvudsak ett öppet busklandskap. Trakten runt Ward River är nära nog obefolkad, med mindre än två invånare per kvadratkilometer. Genomsnittlig årsnederbörd är 449 millimeter. Den regnigaste månaden är januari, med i genomsnitt 102 mm nederbörd, och den torraste är april, med 5 mm nederbörd.